# Roman Serek
Roman Serek (ur. 1969) – polski koszykarz występujący na pozycji obrońcy.

## Osiągnięcia
Klubowe
- Mistrz Polski (1988)[1][2]